# Kloster Olivet
Das Kloster Olivet (Olivetum) ist eine ehemalige Zisterziensermönchsabtei in der Gemeinde Saint-Julien-sur-Cher im Département Loir-et-Cher, Region Centre-Val de Loire, in Frankreich. Es liegt rund elf Kilometer südöstlich von Romorantin-Lanthenay am linken Ufer des Flusses Cher.

## Geschichte
Das 1145 oder 1146 von Étienne de Graçay gestiftete Kloster war eine Tochtergründung von Kloster La Cour-Dieu aus der Filiation von Kloster Cîteaux. In der Französischen Revolution wurde das Kloster aufgelöst.

## Bauten und Anlage
Erhalten sind einfache Gebäude, die eine Art Schloss bilden, mit dem gotischen Kapitelsaal, von dem ein Joch verloren ist, mit Kreuzgratgewölben, die auf zwei Säulenbündeln ruhen, sowie verschiedene Ausstattungsstücke in umliegenden Kirchen.